# 江湾圣保罗堂
江湾堂(江湾圣保罗堂)是中国上海市的一座基督新教教堂，位于虹口区丰镇路1717号（近水电路）。

## 历史
教堂的前身是位于宝山区的江湾聚会点，1984年因行政区划调整而隶属于虹口区。因市政动迁，聚会点曾于1986年，1999年两度迁址。21世纪初，为彻底解决选址问题，决定兴建江湾堂。教堂于2006年开工，2008年落成。